# Comuna de Lipnica Wielka
Lipnica Wielka (polaco: Gmina Lipnica Wielka) é uma gminy (comuna) na Polónia, na voivodia de Pequena Polónia e no condado de Nowotarski. A sede do condado é a cidade de Lipnica Wielka.
De acordo com os censos de 2004, a comuna tem 5557 habitantes, com uma densidade 82,4 hab/km².

## Área
Estende-se por uma área de 67,47 km², incluindo:
- área agricola: 49%
- área florestal: 48%

## Demografia
Dados de 30 de Junho 2004:
|                      | Total   | Total | Mulheres | Mulheres | Homens  | Homens |
| -------------------- | ------- | ----- | -------- | -------- | ------- | ------ |
|                      | pessoas | %     | pessoas  | %        | pessoas | %      |
| População            | 5557    | 100   | 2829     | 50,9     | 2728    | 49,1   |
| Densidade (pop./km²) | 82,4    | 100   | 41,9     | 41,9     | 40,4    | 40,4   |

De acordo com dados de 2002, o rendimento médio per capita ascendia a 1793,8 zł.

## Comunas vizinhas
- Jabłonka, Zawoja.